# 조제프 갈리에니

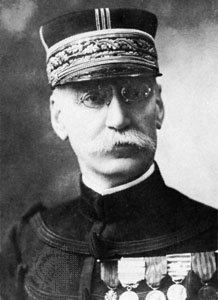
조제프 시몽 갈리니

조제프 시몽 갈리에니(Joseph Simon Gallieni, 1849년 4월 24일 ~ 1916년 5월 27일)는 프랑스 군인이며, 군사령관과 프랑스 식민지 총독을 지냈으며, 1차 세계대전 동안 활약했다. 1921년 프랑스 원수로 추증되었다. 조지 블론드 바실 린델 하트 그리고 헨리 이세린 등은 1914년 1차 마른 전투의 프랑스 승리 뒤에 있는 그의 탁월한 지도력을 인정했다.

## 1차 세계대전
1914년 4월 군에서 은퇴한 그는 1차 마른 전투 이전 파리의 방어를 돕기 위하여 8월에 소환되었다.